# ابن الونان
أبو العباس أحمد بن محمد بن الونان (مواليد فاس، توفي سنة 1773) شاعر عربي، من المغرب. اكتسب شهرته من قصيدته الشمقمقية، وهي دراسة للثقافة العربية التقليدية وصف فيها عادات العرب الأوائل. ويقال إنه كان ينتمي إلى عائلة عربية من التوات في جنوب الجزائر والمغرب. كما وصف ابن الونان نفسه بأنه حميريّ، وادعى أنه ينحدر من الأنصار.

## فهرس
- إي جيه فان دونزيل ، مرجع إسلامي ، ص. 162، ليدن: بريل، 1992(ردمك 90-04-09738-4)
- غلاطية الثانية، 615؛ الملحق. الثاني، 706